# Bergen (Limburgo)
Bergen  è un comune olandese di 13.384 abitanti situato nella provincia del Limburgo.

## Geografia antropica

### Frazioni
- Afferden: 2.251 ab.
- Nieuw Bergen, Bergen en Aijen: 5.360 ab.
- Siebengewald: 2.162 ab.
- Well: 2.563 ab.
- Wellerlooi: 1.241 ab.